# Блеск минерала

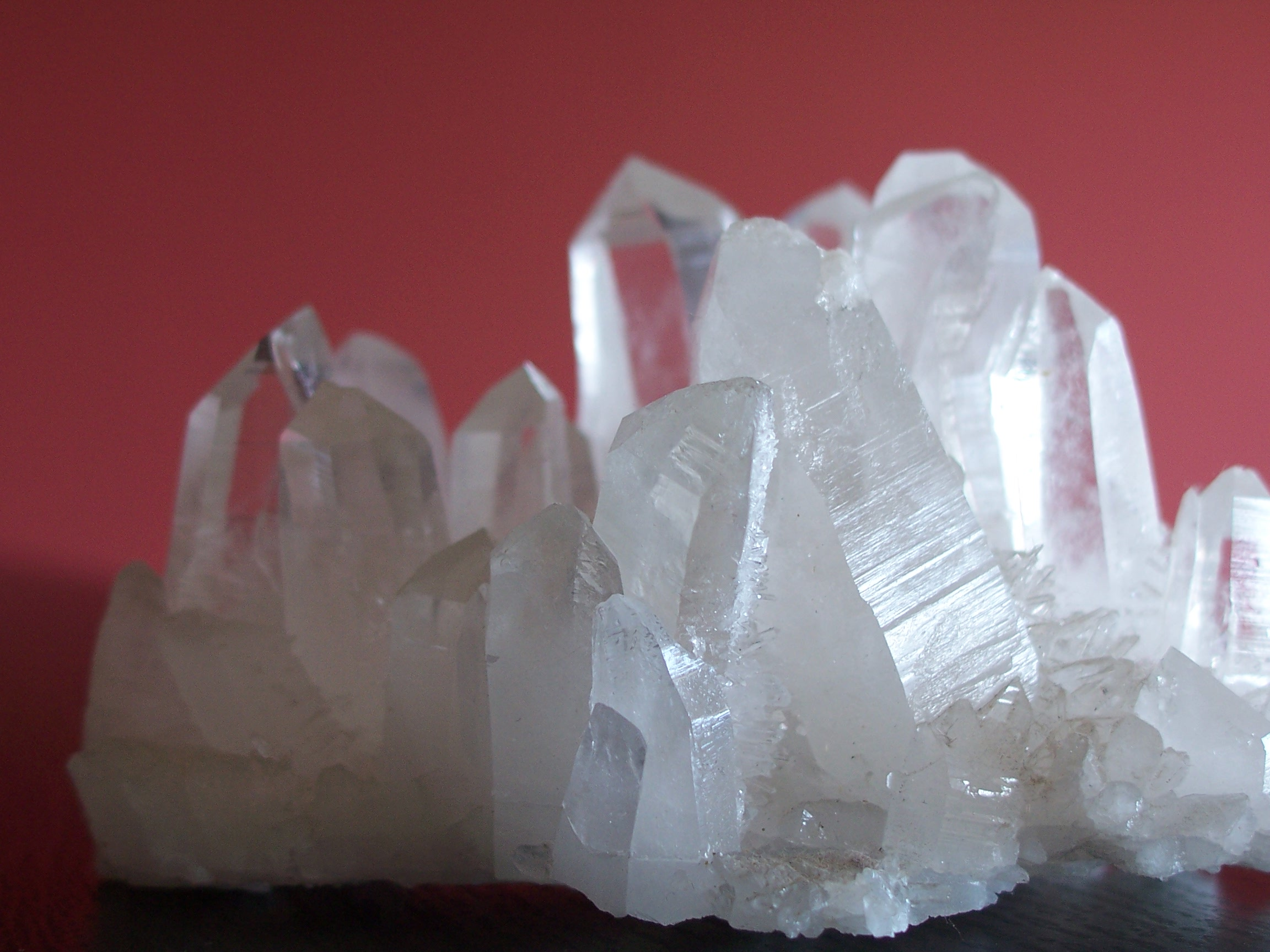
«Стеклянный блеск» кварца

Бле́ск минера́ла — одна из основных физических характеристик минерала. Важный внешний признак или свойство, по которому он определяется и описывается.
Блеск — оптический эффект, вызываемый отражением части светового потока, падающего на минерал. Важным фактором, создающим блеск, является характер поверхности минерала.
Блеск минерала зависит от среднего показателя преломления минерала {\displaystyle {\mbox{N}}}, с которым показатель отражения {\displaystyle {\mbox{R}}} связан уравнениями Френеля. При перпендикулярном падении света и нахождении образца в воздухе (Nвоздуха≈1):
{\displaystyle \mathrm {R={\frac {(N-1)^{2}}{(N+1)^{2}}}} }

## История
Этот термин в начале XIX века впервые предложил российский химик и минералог В. М. Севергин

## Классификация

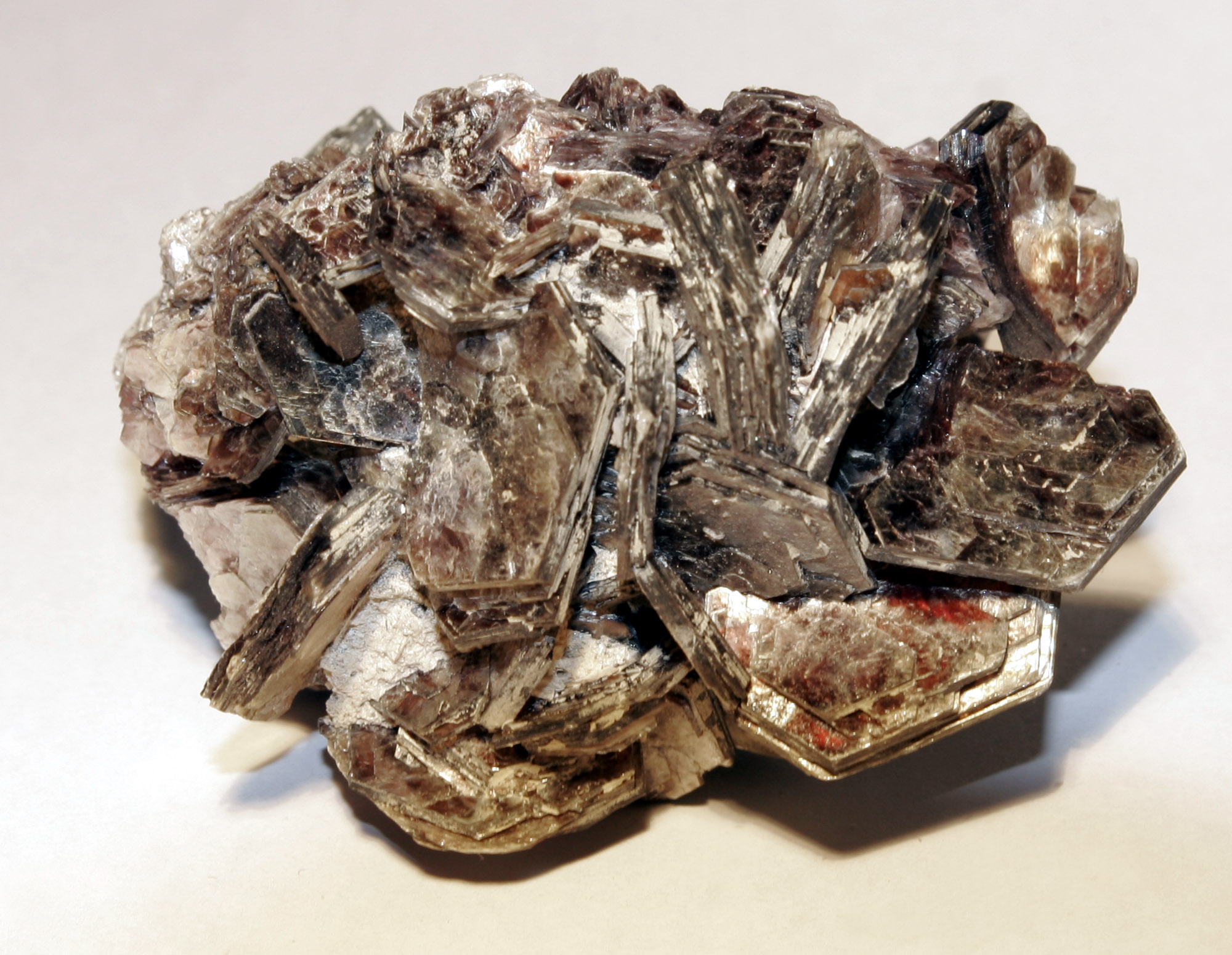
Перламутровый отлив слюды

Шкала блеска минералов c гладкой поверхностью (по А. Г. Бетехтину, 2014):
1. Стеклянный: N = 1,3—1,85 — кварц, гипс, кальцит
2. Алмазный: N = 1,85—2,6 — алмаз, киноварь
3. Полуметаллический: N = 2,6—3 — алабандин, куприт, киноварь
4. Металлический: N ≥ 3 — серебро самородное, золото самородное, галенит

Для других поверхностей (на сколе) дополнительно выделяют:
- Восковой блеск — кремни
- Матовая поверхность — мел
- Жирный блеск — сера
- Перламутровый отлив — слюда, гипс
- Шелковистый отлив — асбест